# Carlos Julio Pereyra

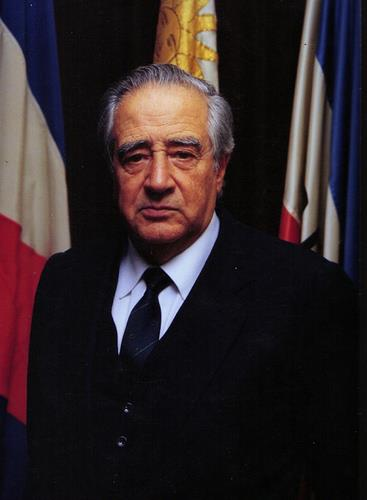
Carlos Julio Pereyra (2008)

Carlos Julio Pereyra Pereyra (* 15. November 1922 in Rocha; † 9. Februar 2020 in Montevideo) war ein uruguayischer Politiker, Lehrer und Autor.

## Biographie (Auszug)
Der Lehrer für Geschichte und Staatsbürgerkunde wurde bei den Wahlen 1958 für die Legislaturperiode 1959 bis 1963 in den Consejo Departamental des Departamentos Rocha gewählt. Im März 1964 war Pereyra Mitbegründer der Movimiento Nacional de Rocha, zu deren Führungsfigur er später wurde. Ab 1963 saß er während der 39. Legislaturperiode als Abgeordneter in der Cámara de Representantes. 1966 erfolgte seine Wahl zum Senator, so dass er ab dem 15. Februar 1967 infolge der jeweiligen Wiederwahlen von der 40. bis zur 45. Legislaturperiode, nur unterbrochen durch die Phase der uruguayischen Diktatur, und somit bis zum 15. Februar 2005 einen Sitz in der Cámara de Senadores innehatte. Im Jahre 1997 übte er dabei das Amt des Zweiten Senatsvizepräsidenten aus. 1989 und 1994 kandidierte er zudem für das Amt des uruguayischen Präsidenten.
Vom 29. September 2008 bis zum 17. August 2009 war er Präsident des Direktoriums der Partido Nacional. Sein Nachfolger in dieser Position wurde Luis Alberto Lacalle.